# Municipio de Aurora (condado de Aurora)
El municipio de Aurora (en inglés: Aurora Township) es un municipio ubicado en el condado de Aurora en el estado estadounidense de Dakota del Sur. En el año 2010 tenía una población de 100 habitantes y una densidad poblacional de 1,09 personas por km².

## Geografía
El municipio de Aurora se encuentra ubicado en las coordenadas 43°32′32″N 98°22′53″O / 43.54222, -98.38139. Según la Oficina del Censo de los Estados Unidos, el municipio tiene una superficie total de 92 km², de la cual 92 km² corresponden a tierra firme y (0 %) 0 km² es agua.

## Demografía
Según el censo de 2010, había 100 personas residiendo en el municipio de Aurora. La densidad de población era de 1,09 hab./km². De los 100 habitantes, el municipio de Aurora estaba compuesto por el 100 % blancos. Del total de la población el 0 % eran hispanos o latinos de cualquier raza.